# Sarota estrada
Espèce
Sarota estrada est une espèce d'insectes lépidoptères (papillons) appartenant à la famille des Riodinidae et au genre Sarota.

## Taxonomie
Sarota estrada a été décrit par l'entomologiste américain William Schaus en 1928.

### Sous-espèces
- Sarota estrada estrada
- Sarota estrada sabanilla Hall, 1998; présent dans le sud de l'Équateur[1].

### Nom vernaculaire
Sarota estrada se nomme Schaus' Sarota en anglais.

## Description
Sarota estrada est un papillon au dessus est de couleur ocre cuivré avec une frange de même couleur et chez certains une ligne submarginale orange aux ailes postérieures.
Le revers est orange avec une marge jaune limitée par une ligne argent et une ornementation de taches et de lignes argent et de lignes de points marron.

## Écologie et distribution
Sarota estrada est présent au Mexique, au Costa Rica et dans le sud de l'Équateur.

### Protection
Pas de statut de protection particulier.